# Adão Escoto
Adão Escoto (em latim: Adam Scotus; c. 1140 – 20 de março de 1212) em tempos posteriores também conhecido como Adão, o Cartuxo, Adão Ânglico e Adão de Dryburgh, foi um teólogo, escritor e monge premonstratense e cartuxo anglo-escocês.

## Origens
O muito pouco que pode ser verificado quanto à sua vida depende quase inteiramente de alusões incidentais contidas em seus escritos. O afixo nacional, 'Scotus', aparentemente não ocorre na primeira edição das obras deste escritor — aquela publicada por Gilles de Gourmont em Paris em 1518. Este fólio (que pode ser considerado como contendo todas as obras deste autor, de cuja autenticidade não pode haver absolutamente nenhuma dúvida) consistia, segundo o relato de Georg Wolfgang Panzer, em uma série de ‘xxiv’ sermões e dois tratados intitulados respectivamente Liber de Tripartito Tabernaculo e Liber de Triplici genere contemplationis; e não é atribuído a Adão Escoto, mas ao Frei Adão da Ordem Premonstratense. É quase certo que o ‘xxiv’ aqui deve haver um erro de impressão para ‘xiv’, intitulado De Ordine da próxima edição.
Em 1659, Pierre Bellère (Petrus Bellerus) de Antuérpia publicou as obras de Adão Escoto, às quais foi prefixada uma elaborada, mas insatisfatória, vida do autor por Godfrey Ghiselbert, ele próprio um premonstratense. Esta nova edição consistia em (a) quarenta e sete sermões, (b) um Liber de ordine, habitu, et professione Canonicorum ordinis Præmonstratensis, dividido em quatorze sermões, e atribuídos em seu título ao Mestre Adão; (c) um tratado De Tripartito Tabernaculo; (d) outro tratado De triplici genere Contemplationis. As últimas três obras são do mesmo escritor e são todas dedicadas à Ordem Premonstratense. O autor do De Tripartito reivindica o Liber de ordine, etc., e o autor do De Triplici genere, etc. reivindica o De Tripartito. Um Adão, portanto, escreveu os três tratados.
O De Tripartito está cheio de indícios que nos permitem fixar com certeza a época do autor e o seu país com bastante probabilidade. Na parte ii. c. 6, lemos que a sexta era do mundo data da vinda de Cristo, “da qual 1180 anos já se passaram”. A mesma data será adequada para as listas de papas e reis. A época em que Adão floresceu pode então ser registrada com segurança como sendo cerca de 1180; ele parece ter vivido dois anos ou mais depois (De Tripartito Tabernaculo. Proœmia. I. c. iii.).
Quanto ao local de seu nascimento, não temos nenhuma indicação certa. Ghiselbert nos assegura que os manuscritos desse escritor o chamam às vezes de “Scotus”, às vezes de “Anglicus” e às vezes de “Anglo-Scotus”. Tudo nos tratados aponta para uma localidade que, por volta do ano 1180, embora nos limites do reino da Escócia, ainda estava fortemente sob a influência inglesa, e já era a sede de uma comunidade premonstratense. Na explicação da elaborada tabula, ou lista de reis, no De Tripartito, Adão recomenda que seus copistas insiram a linha real de seus próprios soberanos, após os reis da Alemanha e da França, no lugar de sua lista de ingleses e escoceses. A única casa real cuja ancestralidade ele remonta a Adão é a da Inglaterra; mas por outro lado, ele mostra um conhecimento minucioso do caráter dos filhos de Malcolm Canmore e declara que está escrevendo na terra dos ingleses (Anglorum) e no reino dos escoceses. Além disso, o livro em questão é formalmente dedicado a Johe, abade de Kelchou. Existiu apenas um abade em Kelchou, ou Kelso, chamado Johe, conhecido antes de meados do século XVI — a saber, Johe, ex-cantor da abadia — que assinou vários alvarás no reinado de Guilherme, o Leão. Ele foi abade de 1160 a 1180.
Parece haver apenas uma parte da Grã-Bretanha que atende a todos os requisitos do caso, a saber, o principado de Galloway, pelo qual Guilherme, o Leão homenageou Henrique da Inglaterra por volta do ano 1175, um distrito onde já havia três abadias premonstratenses em 1180. Mas deve-se admitir que, de muitos pontos de vista, Dryburgh, Berwickshire, serviria igualmente bem. Ghiselbert, no entanto, preservou uma série de passagens de relatos manuscritos de Adão Escoto que caíram em suas mãos, que tendem a mostrar que cerca de 1177, Christian, bispo da Candida Casa (Whithorn em Galloway), mudou os cânones de sua igreja catedral para premonstratenses. O nome do novo abade de Christian, segundo Mauritus à Prato, que aqui se torna a autoridade de Ghiselbert, era Adão, ou Edão, da abadia vizinha de Soulseat perto de Stranraer, e é identificado com nosso escritor.
Na abadia premonstratense de São Miguel na Antuérpia, Ghiselbert encontrou outra Vida de Adão que o descreveu como nascido de pais nobres na Anglo-Escócia, e um contemporâneo dos “primeiros pais da Ordem premonstratense”. Mas a quantidade de verdade subjacente a essas declarações vagas é muito difícil de avaliar em seu valor exato. Passando para mais certos assuntos, podemos deduzir que, dentro de dois anos de 1180, nosso Adão esteve em Præmonstratum, a abadia principal da grande Ordem à qual ele pertencia, e que os principais abades de sua ordem haviam solicitado que ele lhes enviasse uma cópia do De Tripartito. Em 1177, o Papa Alexandre III havia confirmado os estatutos da Ordem que ordenava que todos os abades premonstratenses estivessem presentes em seu capítulo geral anual. Pela alusão feita a este estatuto, parece provável que o escritor era abade de sua casa na época, e muito certamente ele era um homem de tal reputação com seus irmãos que, se tivesse vivido muito, deve ter sido eleito para esse cargo.

## Obras
Ghiselbert prefixou à sua edição deste autor quarenta e sete sermões que estão em seu título atribuídos ao “Mestre Adão, chamado Ânglico da Ordem Premonstratense”. Do prefácio do autor a esta coleção, aprendemos que é somente parte de um corpo de 100 discursos, dos quais a primeira divisão consistia em quarenta e sete sermões cobrindo o período do Advento à Quaresma. Entre os últimos cinquenta e três sermões, lemos que havia quatorze qui specialiter ad viros spectant religiosos. Casimir Oudin conta que havia um jovem estudante de teologia na abadia premonstratense de Coussi, perto de Laon, que costumava ter um certo códice contendo cerca de 114 sermões em suas mãos. A escrita deste códice ele atribui ao ano 1200 ou próximo, e embora as primeiras folhas tenham sido arrancadas, ele não hesita em identificar este volume com a obra completa da qual os 47 sermões de Ghiselbert formaram a primeira divisão. O relato que Oudin dá do escopo desses discursos fortalece essa crença, e dificilmente podemos deixar de supor quais são os quatorze sermões estranhos. Cópias ou originais dos sermões restantes (no todo ou em parte), conforme a mesma autoridade, podem ser encontrados nas mãos de Herman à Porta, abade de São Miguel na Antuérpia, e na biblioteca dos celestinos em Mantes-la-Jolie (códice 619), onde são atribuídos ao “Frei Adão, o Premonstratense”.
Ghiselbert nos diz que os celestinos em Paris ainda estavam acostumados na hora das refeições a ler em voz alta os sermões de nosso autor, dos quais, em outra passagem, ele acrescenta possuírem um antigo manuscrito intitulado Magistri Adami Anglici Præmonstratensis Sermones. A partir das observações acima, parece que o premonstratense Adão dos sermões era muito provavelmente o premonstratense Adão dos quatorze sermões intitulados De Ordine, etc., que nesse caso atendia pelo nome de Adão Ânglico, o Premonstratense. Novamente, tanto Herman à Porta quanto os celestinos em Mantes (códice 618) possuíam um Libellus Adam Præmonstratensis, natione Anglici, De Instructione Animæ, que eles atribuíram ao autor dos sermões. Agora, este trabalho foi publicado em 1721 por Bernhard Pez de outra fonte, e é por ele encabeçado como o trabalho de 'Adão, o Premonstratense, abade e bispo da Candida Casa na Escócia'.
Mas Bernhard Pez se esquece de nos dizer se ele está aqui seguindo o título do manuscrito da obra, ou somente adotando a teoria de Ghiselbert aludida acima. O tratado em questão é, em seu prólogo, dedicado a Walter, prior da Catedral de St Andrews na Escócia, pelo frei Adão servorum Dei servus, uma frase que parece implicar que seu autor foi um abade ou outro alto dignitário da igreja. Agora, parece ter havido apenas um Walter entre todos os priores conhecidos de St. Andrews, e ele ocupou o cargo de 1162 a 1186, e de 1188 a pelo menos o ano 1195 (Gordon's Ecclesiastical Chronicle, iii. 75). Isso concorda muito bem com a data já estabelecida para o chamado Adão Escoto; mas é claro que pode ter havido muitos Adãos florescendo nessa época na Escócia, embora pareça pouco provável que houvesse dois cânones premonstratenses escoceses com este nome com reputação europeia.
A dedução a ser feita a partir das observações acima é que todas as obras mencionadas anteriormente são provavelmente de um autor, que certamente era um cônego escocês premonstratense e provavelmente um abade, mas seja de Whithorn — caso em que ele também pode ter sido bispo — ou não, dificilmente pode ser considerado estabelecido garantidamente. Ainda mais incerta é a identificação de Ghiselbert de nosso Adão com o bispo inglês premonstratense, o contemporâneo de Cesáreo de Heisterbach (scripsit c. 1222), de cuja morte esse autor conta uma história tão bonita (Miracula, 1. iii. C. 22). Ghiselbert faz menção a uma obra perdida escrita por Adão intitulada De dulcedine Dei, e também a um volume de cartas. Bernhard Pez acreditava ter rastreado a primeira obra em um catálogo do século XV de "Códices Tegernseenses" e atribui um conjunto de versos em latim intitulado "Summula" ao mesmo autor, mas por motivos muito insuficientes.